# Konstantin Hierl
Konstantin Hierl (ur. 24 lutego 1875 w Parsbergu, zm. 23 września 1955 w Heidelbergu) – niemiecki działacz partyjny, polityk, wojskowy i bojówkarz, Reichsarbeitsführer, Reichsleiter, szef organizacji paramilitarnej Reichsarbeitsdienst i czołowy dygnitarz III Rzeszy. Uczestnik I wojny światowej i rewolucji listopadowej.

## Życiorys
Urodził się w Parsbergu w Bawarii. W czasie I wojny światowej służył jako oficer sztabowy, a po jej zakończeniu służbę pełnił we Freikorpsach. W 1919 roku jako major w politycznym departamencie Reichswehry w Monachium, nakazał byłemu żołnierzowi Hitlerowi, wzięcie udziału w spotkaniu Niemieckiej Partii Robotników, która potem stała się partią nazistowską. Do NSDAP wstąpił w 1927 roku.
5 czerwca 1931 roku stanął na czele ochotniczej organizacji robotniczej FAD (Freiwilliger Arbeitsdienst), która wykonywała szereg zadań i pomagała obywatelom w różnych pracach (np. rolnych). Prowadził też działalność wśród młodzieży na rzecz kształtowanie postaw obywatelskich poprzez naukę i pracę. Jego organizacja była jedną z wielu, które założono w tamtym czasie w Europie, by dać zatrudnienie ludziom podczas Wielkiego Kryzysu.
Planował wprowadzenie przymusowej służby pracy, do której musieliby należeć wszyscy młodzi Niemcy, od dzieci arystokratów po dzieci chłopów i robotników. Wspólna praca fizyczna miała być przyczynkiem do zacieśnienia więzi między obywatelami z różnych warstw społecznych. Służba pracy miała trwać dwa lata i miała być wykonywana w środowisku wiejskim aby umacniać w młodych Niemcach przywiązanie do ziemi ojczystej. Po tej służbie młodzież miała odbywać obowiązkową służbę wojskową.
Kiedy w 1933 naziści przejęli władzę w Niemczech, Hierl był już wysokim rangą członkiem NSDAP i nadal kierował swoją organizacją, którą zwano NSAD (Nationalsozialistischer Arbeitsdienst). Później na polecenie Adolfa Hitlera został mianowany sekretarzem ds. pracy w Ministerstwie Pracy, a NSAD zmieniono na Reichsarbeitsdienst. Hierl przyjął tytuł Reichsarbeitsführera i pozostał jej przywódcą do końca wojny.
24 lutego 1945 roku otrzymał najwyższe odznaczenie w partii nazistowskiej – Order Niemiecki.
Po II wojnie światowej znaleziono dowody świadczące o popełnionych przestępstwach, za co spędził pięć lat w obozie pracy. Zmarł w roku 1955 w Heidelbergu.

## Odznaczenia
Odznaczenia Konstantina Herla to między innymi:
- Odznaka Złota Partii
- Order Niemiecki
- Krzyż Zasługi Wojennej I klasy z mieczami
- Krzyż Zasługi Wojennej II klasy z mieczami
- Odznaka Honorowa Muru Ochronnego
- Kawaler Orderu Hohenzollernów z mieczami na wstędze wojennej
- Krzyż Żelazny I klasy
- Krzyż Żelazny II klasy
- Kawaler Orderu Zasługi Wojskowej z mieczami (Bawaria)
- Kawaler II klasy Orderu Alberta (Saksonia)
- Kawaler Orderu Korony Wirtemberskiej z mieczami (Wirtembergia)
- Krzyż Fryderyka (Anhalt)
- Krzyż Zasługi Wojskowej (Austro-Węgry)